# Hebomoia glaucippe
Espèce
La Grande piéride disparate (Hebomoia glaucippe) est un insecte lépidoptère  de la famille des Pieridae, de la sous-famille des Pierinae et du genre Hebomoia.
C'est la plus grande piéride d'Asie.

## Dénomination
Hebomoia glaucippe a été décrit par Carl von Linné en 1758 sous le nom initial de Papilio glaucippe.

### Sous-espèces

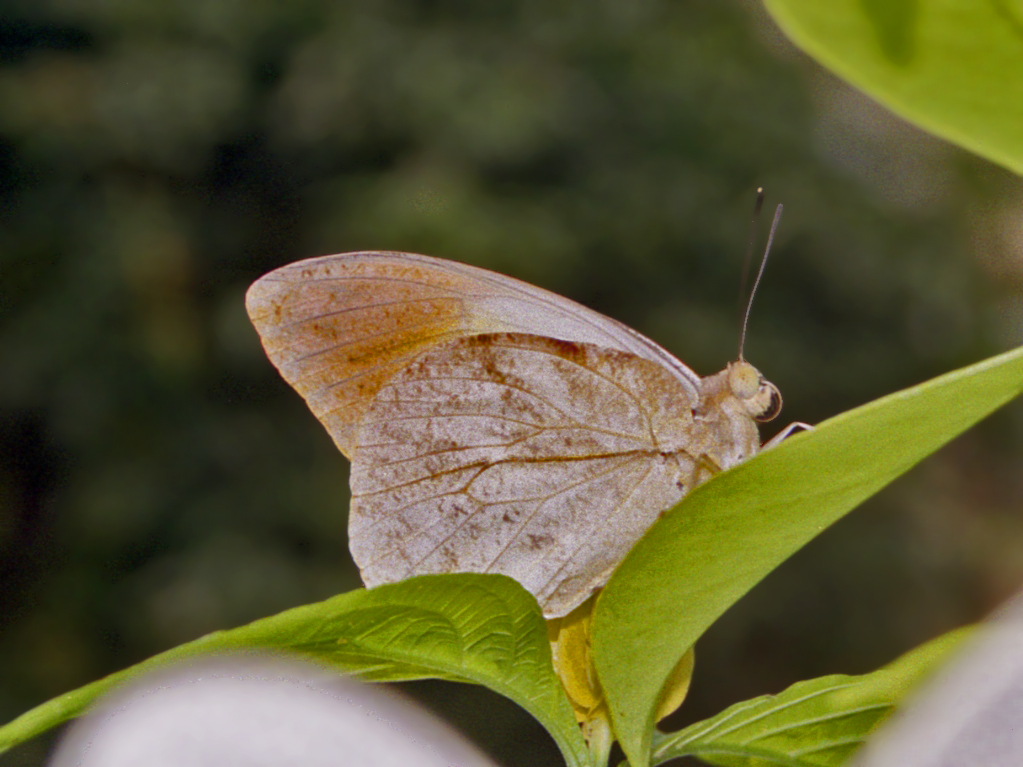
Revers de Grande piéride disparate

- Hebomoia glaucippe glaucippe; présent en Inde et en Chine
- Hebomoia glaucippe anaxandra Fruhstorfer, 1910
- Hebomoia glaucippe anomala Pendlebury, 1939
- Hebomoia glaucippe aturia Fruhstorfer, 1910; présent dans le sud de la Birmanie, en Thaïlande et en Malaisie.
- Hebomoia glaucippe aurantiaca Fruhstorfer, 1907
- Hebomoia glaucippe australis Butler, 1898; présent dans le sud de l'Inde
- Hebomoia glaucippe borneensis (Wallace, 1863); présent à Bornéo.
- Hebomoia glaucippe celebensis (Wallace, 1863); présent au Sulawesi.
- Hebomoia glaucippe chewi Morita, 2006
- Hebomoia glaucippe cuyonicola Fruhstorfer, 1907
- Hebomoia glaucippe cyelonica Fruhstorfer, 1907;
- Hebomoia glaucippe erinna Fruhstorfer, 1910; présent aux Philippines.
- Hebomoia glaucippe felderi (Vollenhoven, 1865)
- Hebomoia glaucippe flavomarginata Pagenstecher, 1896
- Hebomoia glaucippe formosana Fruhstorfer, 1908
- Hebomoia glaucippe javanensis (Wallace, 1863)
- Hebomoia glaucippe lombockiana Butler, 1878
- Hebomoia glaucippe liukiuensis Fruhstorfer, 1898; présent au Japon.
- Hebomoia glaucippe palawensis Fruhstorfer, 1907; présent aux Philippines.
- Hebomoia glaucippe philippensis (Wallace, 1863); présent aux Philippines.
- Hebomoia glaucippe reducta Fruhstorfer, 1907; présent aux Philippines.
- Hebomoia glaucippe roepstorffi Wood-Mason, 1880;
- Hebomoia glaucippe sangirica Fruhstorfer, 1911
- Hebomoia glaucippe sulaensis Fruhstorfer, 1907
- Hebomoia glaucippe sulphurea (Wallace, 1863)
- Hebomoia glaucippe sumatrana Hagen, 1890; présent à Sumatra.
- Hebomoia glaucippe theia Nishimura, 1987
- Hebomoia glaucippe timorensis (Wallace, 1863)
- Hebomoia glaucippe uedai Morita, 1996
- Hebomoia glaucippe vossi (Maitland, 1859); présent à Nias

### Noms vernaculaires
La Grande piéride disparate se nomme Great Orange Tip en anglais.

## Description
La Grande piéride disparate est un papillon d'une envergure de 90 mm à 100 mm au corps blanc.
Il existe deux formes, une de la saison sèche et une de la saison humide, plus claire et plus sombre. Sur le dessus les ailes sont blanches avec aux ailes antérieures un apex orange bordé de marron. Sur le revers seule la partie basale des ailes antérieures est blanches, la partie distale et les ailes postérieures sont beige pointillées de marron.

### Chenille
La chenille est verte.

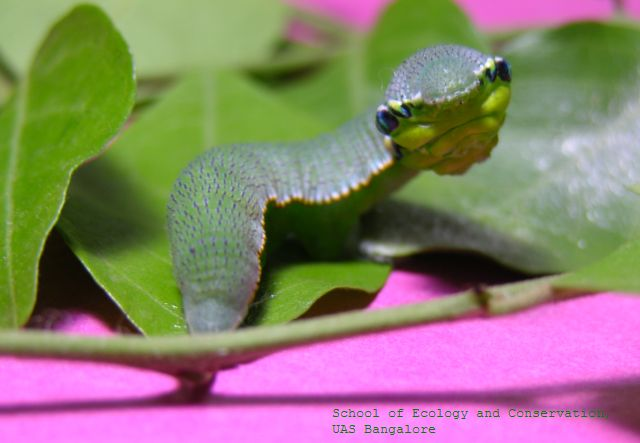
la chenille ressemble au serpent Ahaetulla nasuta
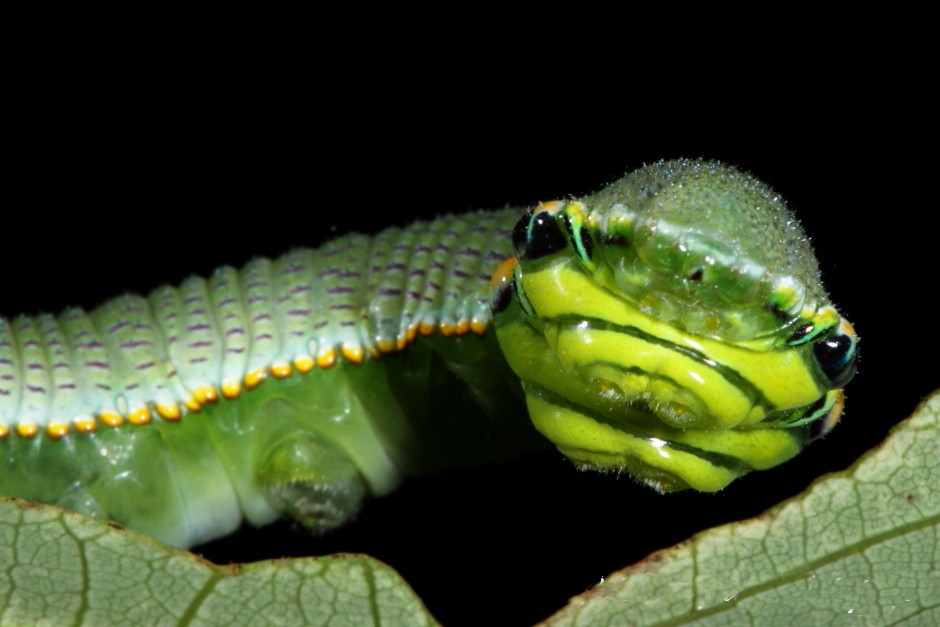
Chenille
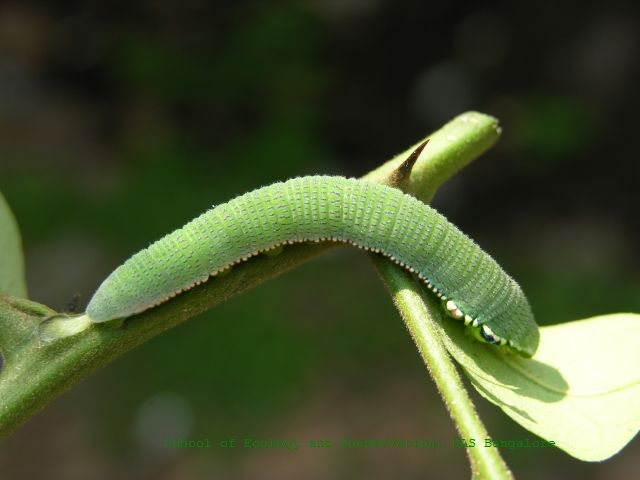
Chenille

## Biologie

### Plantes hôtes
Les plantes hôtes de sa chenille sont des Crateva dont Crateva akansonii et Crateva religiosa, des Capparis  dont Capparis cantoniensis, Capparis sikkimensis et Capparis mooni, des Brassica et Cleome spinosa.

## Écologie et distribution
La Grande piéride disparate est présente dans tout le sud-est de l'Asie, Inde, sud de la Chine, Taïwan, Japon, Birmanie, Thaïlande, Malaisie, Philippines, Sumatra, Java, Bornéo, Sulawesi.

### Biotope
Il réside dans de nombreux types d'habitats, dans les forêts tropicales mais surtout dans les vallées.

### Liens taxonomiques
- (en) Tree of Life Web Project : Hebomoia glaucippe
- (en) Catalogue of Life : Hebomoia glaucippe (Linnaeus, 1758) (consulté le 21 décembre 2020)
- (en) NCBI : Hebomoia glaucippe (taxons inclus)